# José Dupuis

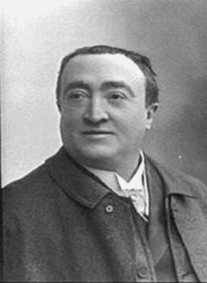
José Dupuis

José Dupuis (* 1831 in Lüttich; † 1900 in Nogent-sur-Marne) war ein französischer Opernsänger (Tenor).

## Leben
José Dupuis kam 1831 in Lüttich als Sohn eines belgischen Professors zur Welt. Sein Bruder Jacques Dupuis wurde ein bekannter Geiger. José (eigentlich "Joseph") erhielt seine Ausbildung am Konservatorium in Lüttich und trat zunächst als Liedsänger auf.
1854 ging José Dupuis nach Paris, wo er ein Engagement am Théâtre de Luxembourg fand. Er wurde bald vom Komponisten Hervé für dessen Theater, die Folies-Nouvelles, abgeworben. 1861 wechselte er zum Théâtre des Variétés.
Den Karrieredurchbruch brachte dem gesanglich wie darstellerisch gleichermaßen begabten Künstler jedoch erst die Begegnung mit Jacques Offenbach. Dieser brachte am Théâtre des Variétés 1864 die Uraufführung von Die schöne Helena heraus und besetzte José Dupuis mit der Rolle des Prinzen Paris. Sein lyrischer Tenor, gepaart mit seinem komödiantischen Talent, machten ihn zum idealen Interpreten der damals noch jungen Kunstgattung Operette.
Dupuis wurde in den folgenden Jahren mit unterschiedlichen Hauptrollen in Uraufführungen Offenbach'scher Werke betraut: 1866 verkörperte er die Titelfigur in Ritter Blaubart, 1867 den Fritz in Die Großherzogin von Gerolstein, 1868 den Piquillo in La Périchole. In diesen Werken war er stets der Partner von Hortense Schneider, Offenbachs bevorzugter Interpretin.
Offenbach komponierte, auch nachdem Hortense Schneider nicht mehr für ihn arbeitete, weiterhin Rollen für Dupuis, so 1869 den Räuberhauptmann Falsacappa in Die Banditen oder 1877 die Titelpartie in Le Docteur Ox. Für die Wiederaufnahme von Pariser Leben 1873 komponierte er Dupuis, der den Baron de Gondremarck sang, eine neue Arie. Daneben wirkte der Tenor bei den Uraufführungen von Le pont des soupirs (1868), Les Braconniers (1873) und La Boulangère a deux Écus (1875) mit.
Außerdem trat José Dupuis in Werken von Offenbachs Konkurrenten Lecoque und Hervé  sowie in Sprechtheaterstücken von Offenbachs Librettisten Henri Meilhac und Ludovic Halévy auf. Am Ende seiner Karriere wirkte er ab 1894 noch in Revuen und Varietéveranstaltungen mit. José Dupuis starb 1900 in dem nahe bei Paris gelegenen Ferienort Nogent-sur-Marne.